# Chen Hong (softballistka)
Chen Hong (chiń. 陳紅; pinyin Chén Hóng; ur. 28 lutego 1970 w Pekinie) – chińska softballistka występująca na pozycji lewozapolowej, medalistka olimpijska.
Uczestniczka Letnich Igrzysk Olimpijskich 1996, podczas których osiągnęła srebrny medal w zawodach drużynowych (wystąpiła w dziesięciu spotkaniach). Dwukrotnie zdobyła złoty medal igrzysk azjatyckich (1994, 1998).